# Douglas C-74 Globemaster
El Douglas C-74 Globemaster fue un cuatrimotor de transporte pesado militar diseñado y construido para la Fuerza Aérea de los Estados Unidos por la compañía Douglas Aircraft Company en Long Beach, California.

## Diseño y desarrollo

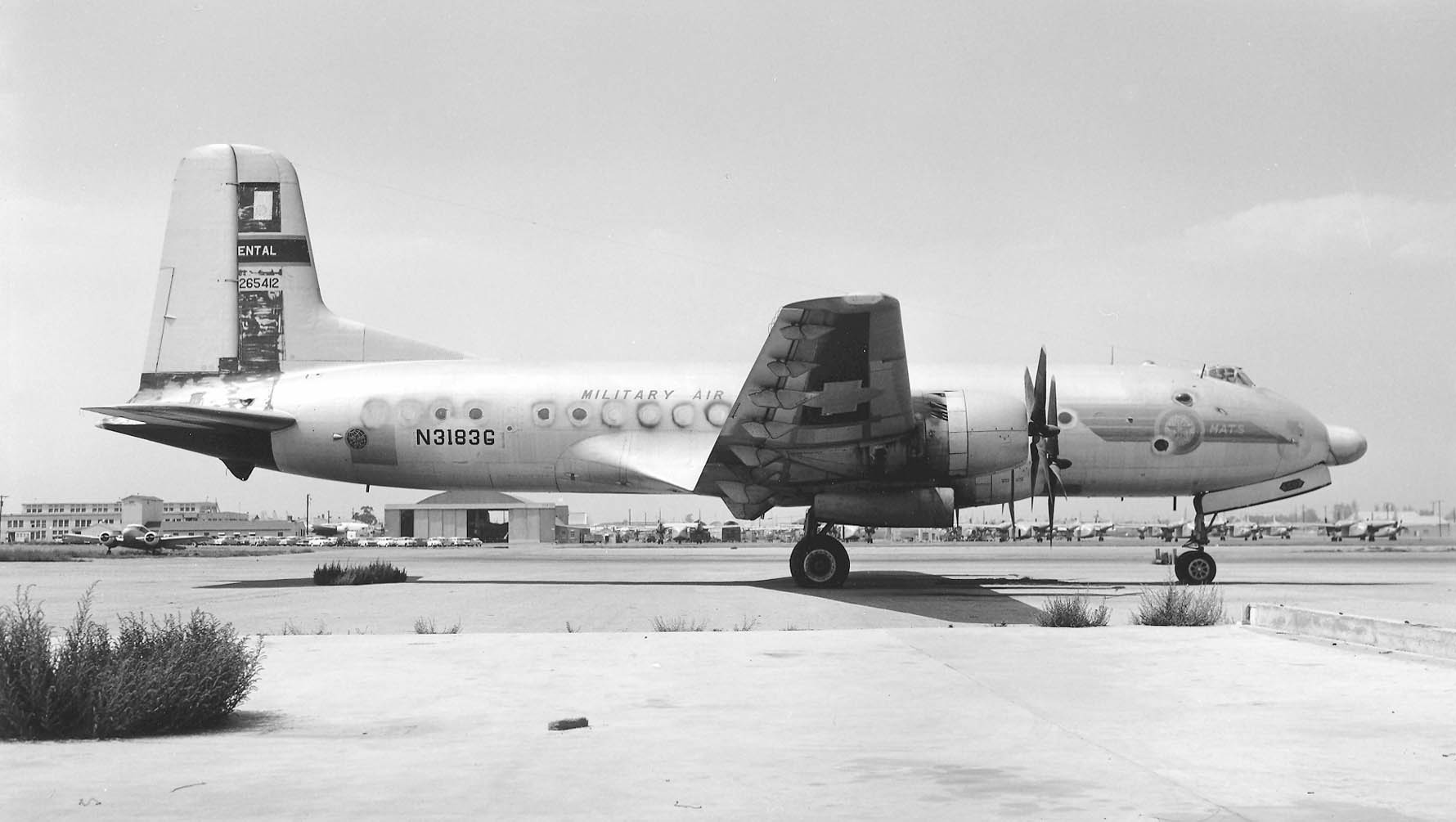
Long Beach, California, 1960

Al producirse la entrada de los Estados Unidos en la Segunda Guerra Mundial, y en concreto cuando se libraron las primeras acciones contra las fuerzas japonesas en el Pacífico, queda claramente demostrada la vital importancia de los aviones de transporte. Dadas las características del teatro de operaciones al que estaban destinados, estos aparatos debían contar tanto con una gran autonomía como con una elevada capacidad de carga. A principios de 1942, la compañía comenzó el desarrollo de un avión capaz de cumplir con dichas exigencias, que fue designado Douglas C-74 Globemaster.
El primer ejemplar de los 50 pedidos por las USAAF no realizó su primer vuelo hasta el 5 de septiembre de 1945. Era un monoplano de ala baja cantilever de construcción totalmente metálica, con una cola convencional y tren de aterrizaje triciclo retráctil, con dos ruedas en cada unidad. Tal vez la característica más notable del C-74 fue sus dobles cabinas de burbuja encima del fuselaje (denominadas "ojos de chinche"), una para el piloto y otra para el copiloto; la misma disposición se utilizó para el XB-42 Mixmaster. Esta modificación fue impopular entre las tripulaciones de vuelo. Estaba propulsado por cuatro motores radiales Pratt & Whitney R-4360-27 de 3000 hp. El fuselaje de gran capacidad del C-74 permitía alojar a la tripulación y 125 soldados, o 115 camillas y asistentes médicos, o bien un máximo de 21840 kg de carga con un radio de cerca de 5500 km. El final de la guerra conllevó la cancelación del contrato inicial y solo se completaron 14 ejemplares.
El C-74 apoyó el puente aéreo de Berlín con vuelos de carga desde los Estados Unidos a las bases en Europa. La experiencia con el puente aéreo de Berlín demostró que la nueva Fuerza Aérea de los Estados Unidos necesitaba una aeronave de gran capacidad de transporte aéreo estratégico. El quinto C-74 fue construido para servir como prototipo para el C-124 Globemaster II, que utilizó la misma ala y deriva del C-74, pero con un fuselaje mucho mayor. Todos los C-74 supervivientes fueron desguazados en los años 1960 y 1970. Un avión (42-65409) hizo una breve aparición en la película de 1969 The Italian Job (Un trabajo en Italia/Faena a la Italiana).

## Variantes
C-74 Globemaster
Avión cuatrimotor de carga, 14 construidos.
DC-7
Versión civil del C-74; 26 pedidos por Pan Am en 1944, más tarde cancelados.

## Operadores
Estados Unidos
- Fuerzas Aéreas del Ejército de los Estados Unidos
- Fuerza Aérea de los Estados Unidos

## Especificaciones

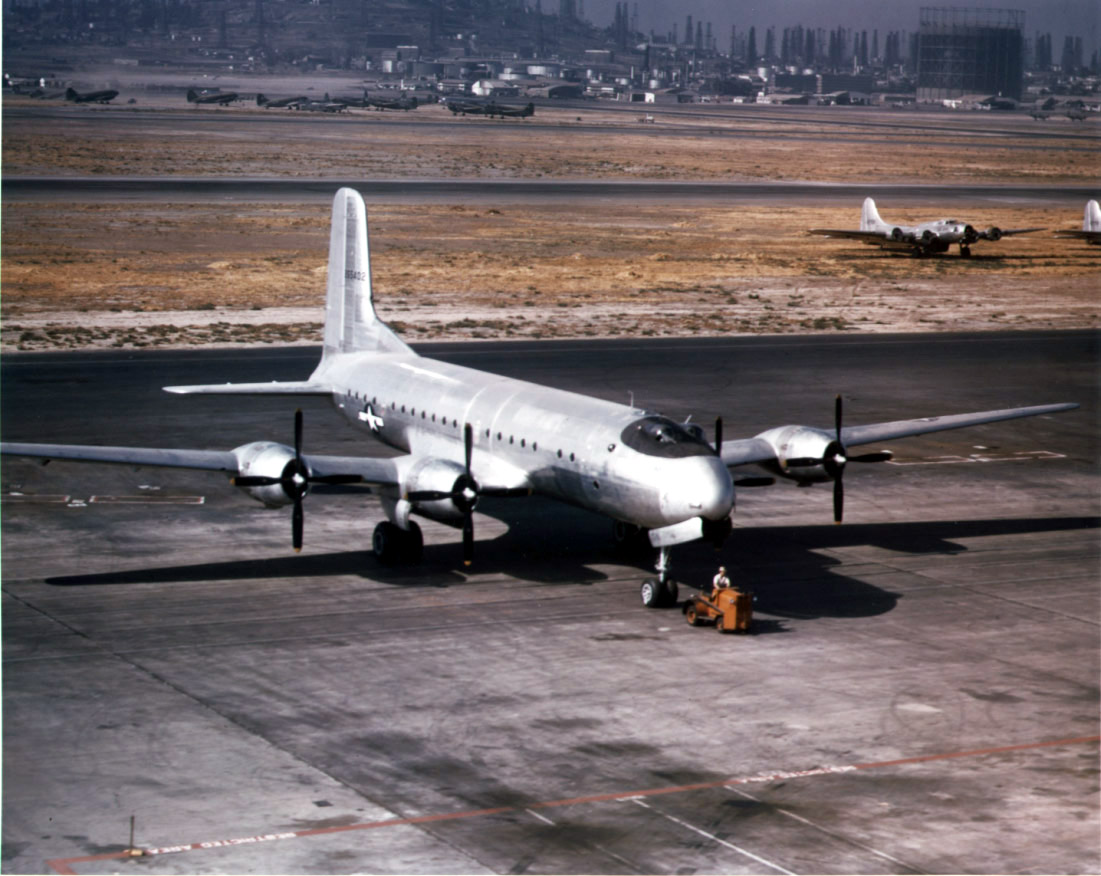
C-74 Globemaster en el Aeropuerto de Long Beach, Long Beach, California.

### Características generales
- Tripulación: 3
- Capacidad: 125 soldados
- Carga: 21840 kg
- Longitud: 37,9 m (124,2 ft)
- Envergadura: 52,8 m (173,3 ft)
- Altura: 13,3 m (43,8 ft)
- Superficie alar: 233 m² (2508,1 ft²)
- Peso vacío: 39 087 kg (86 147,7 lb)
- Peso cargado: 69 911 kg (154 083,8 lb)
- Peso máximo al despegue: 78 000 kg (171 912 lb)
- Planta motriz: 4× motor radial de 28 cilindros en cuatro filas refrigerado por aire Pratt & Whitney R-4360 Wasp Major.
  - Potencia: 2424 kW (3342 HP; 3296 CV) cada uno.

### Rendimiento
- Velocidad máxima operativa (Vno): 528 km/h (328 MPH; 285 kt)
- Alcance: 5470 km (2954 nmi; 3399 mi)
- Techo de vuelo: 6490 m (21 293 ft)
- Régimen de ascenso: 13,2 m/s (2598 ft/min)
- Carga alar: 300 kg/m² (61,4 lb/ft²)
- Potencia/peso: 140 W/kg (0,08 hp/lb)

## Aeronaves relacionadas

### Desarrollos relacionados
- Douglas C-124 Globemaster II
- Douglas C-133

### Secuencias de designación
- Secuencia C-_ (Aviones de carga del USAAC/USAAF/USAF, 1924-1962): ← C-71 - C-72 - C-73 - C-74 - C-75 - C-76 - C-77/B-D →